# هيربرت جاست
هيربرت جاست (بالألمانية: Heribert Just)‏ هو لاعب تنس الطاولة نمساوي، ولد في القرن العشرين.

## وصلات خارجية
- هيربرت جاست على موقع منظمة تنس الطاولة العالمي (الإنجليزية)